# جبل عداثر
جبل عداثر هو جبل في سلسلة جبال الجليل الأعلى قريب من سلسلة جبال الجرمق وبالقرب من قرية سعسع وحرفيش  شمال شرقيّ بلدة ترشيحا، يبلغ ارتفاعه 1006 مترًا عن سطح البحر.